# Beaumont, Texas
Beaumont là thành phố quận lỵ quận quận Jefferson,6, bang Texas, Hoa Kỳ.
Thành phố nằm trong vùng thống kê đô thị Beaumont–Port Arthur. Cùng với Port Arthur và Orange, các đô thị này tạo thành Tam giác vàng, một khu vực công nghiệp chính bên Gulf Coast.
Đại học Lamar với 15.000 sinh viên nằm ở Beaumont. Tờ nhật báo của thành phố là The Beaumont Enterprise, còn The Examiner là tuần san.
Thành phố có diện tích km2, dân số theo điều tra dân số năm 2010 là 118.296 người.